# Živa(I) nitrat
Živa(I) nitrat je hemijsko jedinjenje sa formulom . Ono se koristi u pripremi drugih živa(I) jedinjenja, i poput drugih živinih jedinjenje je toksično.

## Reakcije
Živa(I) nitrat se formira kombinovanjem žive sa razblaženom azotnom kiselinom (koncentrovana azotna kiselina bi proizvela živa(II) nitrat). Živa(I) nitrat je redukujući agens koji se oksiduje u kontaktu sa vazduhom.
Rastvori živa(I) nitrata su kiseli usled spore reakcije sa vodom:
 formira žuti talog.
Ako se rastvor zagreje do ključanja ili izloži svetlosti, živa(I) nitrat podleže reakciji disproporcionacije proizvodeći elementarnu živu i živa(II) nitrat: